# Нунан (Північна Дакота)
Нунан (англ. Noonan) — місто (англ. city) в США, в окрузі Дівайд штату Північна Дакота. Населення — 137 осіб (2020).
```
Станом на 
2013
, чисельність населення становила 123 особи.
[
2
]
```

## Географія
Нунан розташований за координатами 48°53′25″ пн. ш. 103°0′37″ зх. д. / 48.89028° пн. ш. 103.01028° зх. д. (48.890332, -103.010287).  За даними Бюро перепису населення США в 2010 році місто мало площу 0,80 км², з яких 0,77 км² — суходіл та 0,03 км² — водойми.
Нунан розташоване за 21 км на схід від столиці округу Дівайд, міста Кросбі. Клімат семиаридний, з теплим літом та холодною зимою.

## Демографія
Згідно з переписом 2010 року, у місті мешкала 121 особа в 67 домогосподарствах у складі 32 родин. Густота населення становила 152 особи/км².  Було 107 помешкань (134/км²).
Расовий склад населення:
| - 95,9 % — білих - 1,7 % — корінних американців - 1,7 % — азіатів |

До двох чи більше рас належало 0,8 %. Частка іспаномовних становила 0,8 % від усіх жителів.
За віковим діапазоном населення розподілялося таким чином: 13,2 % — особи молодші 18 років, 64,5 % — особи у віці 18—64 років, 22,3 % — особи у віці 65 років та старші. Медіана віку мешканця становила 50,4 року. На 100 осіб жіночої статі у місті припадало 112,3 чоловіків;  на 100 жінок у віці від 18 років та старших — 118,8 чоловіків також старших 18 років.
Середній дохід на одне домашнє господарство  становив 84 589 доларів США (медіана — 70 227), а середній дохід на одну сім'ю — 73 643 долари (медіана — 66 500). Медіана доходів становила 72 125 доларів для чоловіків та 27 143 долари для жінок. За межею бідності перебувало 25,5 % осіб, у тому числі 44,4 % дітей у віці до 18 років та 0,0 % осіб у віці 65 років та старших.
Цивільне працевлаштоване населення становило 116 осіб. Основні галузі зайнятості: сільське господарство, лісництво, риболовля — 25,9 %, роздрібна торгівля — 23,3 %, будівництво — 17,2 %.v